# Chrysendeton
Chrysendeton là một chi bướm đêm thuộc họ Crambidae.